# Stenodynerus yambarah
Stenodynerus yambarah är en stekelart som beskrevs av Sk. Yamane och Gusenleitner 1982. Stenodynerus yambarah ingår i släktet smalgetingar, och familjen Eumenidae. Inga underarter finns listade i Catalogue of Life.